# Tolomeo da Lucca
Tolomeo da Lucca, eigentlich Bartolomeo Fiadoni (* 1236 in Lucca; † 1327 in Torcello), auch bekannt als Ptolomäus von Lucca, war ein katholischer Theologe, Verfasser von kirchenpolitischen Streitschriften und Bischof.

## Leben
Der italienische Dominikaner war ein Schüler von Thomas von Aquin und erstellte historische und kirchenpolitische Schriften. Zwischen 1288 und 1308 war er mehrfach Prior des Konvents San Romano in Lucca, 1301 war er Prior von Santa Maria Novella in Florenz. Er stand in engem Verhältnis zu Thomas von Aquin, bei dessen Heiligsprechung in Avignon 1323 er anwesend war. 1318 wurde er von Papst Johannes XXII. zum Bischof von Torcello ernannt.
Er geriet wegen der Ernennung einer Äbtissin von St. Antonius in Torcello in Konflikt mit dem Patriarchat von Grado, was 1321 zu seiner Exkommunikation führte und ihn ins Exil zwang. Im Jahre 1323 wurde die Exkommunikation vom Papst wieder aufgehoben, und er kehrte zu seinem Stuhl zurück, den er bis zu seinem Tod innehatte.

## Werke
- Annales (Annalen der Zeit zwischen 1063 und 1307)[1]
- Historia ecclesiastica nova (Neue Kirchengeschichte, Weltchronik bis 1295; 1317). Für die Jahre von 1333 bis 1361 hat Heinrich Truchsess von Diessenhofen eine Fortsetzung geschrieben.[2]
- Determinatio compendiosa de iurisdictione imperii (Kurze Abhandlung über die Gerichtsbarkeit des Reichs, 1280 – 1300)[3]
- De regimine principum (Fürstenspiegel, Fortsetzung der Arbeit von Thomas von Aquin 1300–1302)[4]
- Tractatus de origine ac translatione et statu Romani imperii (Traktat über die Translatio imperii 1308–1314)[5]
- Tractatus de iurisdictione ecclesiae super regnum Siciliae et Apuliae (Traktat über die Rechte der Kirche über das Königreich Neapel 1308–1314).[6]
- Exaemeron

Eine in seinen Schriften mehrfach genannte Historia tripartita ist verloren, einige Schriften sind noch unediert.